# Abe Cunningham
Abraham Benjamin Cunningham (Long Beach, California, 27 de julio de 1973) conocido como Abe Cunningham, es un baterista estadounidense. Miembro fundador y activo de la banda americana de metal alternativo Deftones.

## Biografía
La gran pasión de Abe en su infancia fue tocar la guitarra. Su padre, por el contrario, tocaba la batería y le inculcó a Abe los conocimientos necesarios para cambiarse a los pedales y tambores.
Su carrera musical transcurre, paralelamente, en Deftones y en otra banda en la que tocaba llamada Phallucy. Abe fue uno de los miembros fundadores de Deftones a finales de los años 80 y principios de la década de los 90 junto a Stephen Carpenter, compañero de instituto y amigo. Desde entonces ha grabado nueve álbumes de estudio, ha recorrido el mundo con la banda y ha logrado un premio Grammy. Una crítica de su primera grabación de estudio Adrenaline elogió a Cunningham diciendo que "es un baterista sorprendentemente sofisticado"
Pero tras los éxitos también hay baches. Abe recordaba en 2007 que tuvieron momentos muy difíciles: "Realmente estuvimos muy cerca de separarnos. Hace casi 18 años que estamos juntos y no es sencillo. Chino empezó con otros proyectos (Team Sleep) y por momentos se hizo difícil lograr que coincidieran las agendas. Eso generó un movimiento interno muy fuerte en la banda. Y el proceso de grabación involucró mucha tensión. Pero afortunadamente primó la amistad y pudimos sacarlo adelante. Sí, estuvimos a punto de separarnos, pero zafamos y me gustaría pensar que vamos a estar muchos más años juntos."

## Equipamiento
A lo largo de su carrera con Deftones, Abe ha utilizado muchas marcas de baterías. Desde la Ludwig con la que empezó hasta la Tama de la que es patrocinador. Al principio, en la época de Adrenaline, utilizaba baterías Pearl y platillos Zildjian, que hasta hoy sigue utilizando. En Around the Fur cambió y utilizó baterías Orange County Drums and Percussion, que combinaba con baterías Dw Drums. A partir de White Pony, Abe empezó a utilizar sets de Tama, que utilizaría hoy en día.
El set de Abe Cunningham actualmente es una Tama Starclassics Bubinga, platillos Zildjian (Oriental, K y A custom), parches Remo Coated Emperor en la redoblante, Clear Ambassador en los toms y Powerstroke en el bombo. Además, posee su propio modelo de baquetas Pro-Mark signature.